# Meenoplus inimvuensis
Meenoplus inimvuensis är en insektsart som beskrevs av Synave 1961. Meenoplus inimvuensis ingår i släktet Meenoplus och familjen Meenoplidae. Inga underarter finns listade i Catalogue of Life.